# Scyphidium
Scyphidium is een geslacht van sponsdieren uit de klasse van de Hexactinellida.

## Soorten
- Scyphidium australiense Tabachnick, Janussen & Menschenina, 2008
- Scyphidium chilense Ijima, 1927
- Scyphidium hodgsoni (Kirkpatrick, 1907)
- Scyphidium jamatai Tabachnick, 1991
- Scyphidium longispinum (Ijima, 1896)
- Scyphidium namiyei (Ijima, 1898)
- Scyphidium septentrionale Schulze, 1900
- Scyphidium tuberculatum (Okada, 1932)